# Cathrine Paaske Sørensen
Cathrine Paaske Sørensen (født 14. juni 1978) er en dansk forhenværende midtbane fodboldspiller, der spillede for 121 landskampe for Danmarks kvindefodboldlandshold. Hun har bl.a. spillet for Linköpings FC i Allsvenskan, de danske klubber Brøndby IF og Fortuna Hjørring, den amerikanske klub Pali Blues og den australske Sydney FC. Hun havde underskrevet kontrakt med Los Angeles Sol i Women's Professional Soccer ligaen, men holdet gik konkurs i februar 2010, før hun nåede at spille med.
Hun har tre gange vundet hæderen som Årets spiller i dansk fodbold, i 2004, 2006 og 2007. I 2010 valgte hun at indstille sin fodboldkarriere for at læse til sygeplejerske.
Privat danner hun par med sin tidligere klub- og landsholdskammerat Julie Rydahl Bukh. De har sammen tre børn.

## Hæder
Med Sydney FC:
- W-League: 2009
- W-League: 2009

Med Danmark
- Årets spiller i 2004, 2006 og 2007